# San Bernardo (Est. Guanaco)
San Bernardo (Est. Guanaco) (también conocida como San Bernardo de Pehuajó) es una localidad argentina del partido de Pehuajó, provincia de Buenos Aires, Argentina. Ubicada a unos 25 km al estenoreste de la ciudad cabecera del partido.

## Población
Cuenta con 282 habitantes (Indec, 2010), lo que representa un incremento del 6 % frente a los 265 habitantes (Indec, 2001) del censo anterior.
| Gráfica de evolución demográfica de Guanaco entre 1980 y 2010 |
|                                                               |
| Fuente: Censos nacionales del INDEC                           |

## Lugares destacados
- Capilla San Bernardo
- Delegación municipal
- Unidad Sanitaria
- Club Atlético San Bernardo
- Escuela N.º 7
- Escuela N.º 27
- Destacamento N.º 4 Bomberos Voluntarios de Pehuajo

Capilla San Bernardo
Doña María Osquiguil de Garat, falleció el 5 de agosto de 1900. Diez años después, el 14 de octubre de 1910, falleció Don Bernardo Garat. 
En el año 1913, sus hijos rosa Martina Garat de Irrazábal, María Marcelina Garat de Etcheberry, María Eduarda Garat de Mesa, Sebastiana Garat de Etcheberry, Bernardo Garat, Pedro Garat, Ramona M. Garat de Espain y Rvda. Hna. Victoria del Carmen Garat, hacen construir el templo en memoria de sus padres y dedicado a San Bernardo.
Su inauguración, se realizó el 20 de agosto de 1913. Su constructor fue Don Carlos Scandrolglio, quien más tarde iniciará la construcción del templo de Pehuajó, dedicado a San Anselmo.
En el año 1921, previa, autorización de la Santa Sede y permiso municipal, los restos mortales de Bernardo y María Garat fueron depositados en el templo San Bernardo de Guanaco, al pie de una imagen del Calvario donde actualmente descansan en espera de la resurrección.
La Santa Sede al conceder el permiso para depositar los restos en el templo, aconseja realizar una obra docente en beneficio de la comunidad.
Es así que en los primeros años de la década del 50, una hija de Bernardo, Marcelina Garat de Etcheberry, hizo construir un edificio donde funcionó el Pre Seminario Santa María fundado por Monseñor Serafini, Obispo de Mercedes.

## Historia
Este pueblo nació alrededor de la estación Guanaco, habilitada en julio de 1889 por el Ferrocarril del Oeste luego Sarmiento.
El nombre San Bernardo recuerda a Bernardo Garat, quien donó los terrenos para la estación. Don Juan Drysdale, que tenía el campo San Juan y dueño de más de 40.000 has en la zona, cede el terreno donde se construye la estación Guanaco, marca de sus molinos que importaba de Francia.
Primer matrimonio: El acta del primer matrimonio celebrado en la zona data del 16 de abril de 1893 y registrado el 7 de septiembre del mismo año, en el Libro de Matrimonios. La ceremonia se realizó en la estancia “El Porvenir”, dado que aún no existía la iglesia. Los contrayentes: María Marcelina Garat y Pedro F. Etcheberry. En el acta de matrimonio figura Pedro de profesión farmacéutico residente en la capital federal e hijo de Juan Etcheberry de nacionalidad Francés y María Organvide (no se lee bien) natural de Francia. María Marcelina figura natural del partido de Exaltación de la Cruz, prov. de Buenos Aires y domiciliada en Pehuajó. Sus padres Bernardo Garat, natural de Francia y María Osquiguil natural de Montevideo.